# Crinia sloanei
Espèce
Statut de conservation UICN

 DD  : Données insuffisantes
Crinia sloanei est une espèce d'amphibiens de la famille des Myobatrachidae.

## Répartition
Cette espèce est endémique du Sud-Est de l'Australie,. Elle se rencontre du centre de la Nouvelle-Galles du Sud jusqu'au Victoria. Elle est présente jusqu'à 1 000 m d'altitude.

## Description
Crinia sloanei mesure en moyenne 15,6 mm pour les mâles et 17,6 mm pour les femelles.

## Étymologie
Son nom d'espèce lui a été donné en l'honneur de Ian F. Sloane de la Savernake Station à Savernake en Nouvelle-Galles du Sud.

## Publication originale
- Littlejohn, 1958 : A new species of frog of the genus Crinia Tschudi from South Eastern Australia. Proceedings of the Linnean Society of New South Wales, vol. 83, p. 222-226 (texte intégral).